# Pogonopus exsertus
Pogonopus exsertus là một loài thực vật có hoa trong họ Thiến thảo. Loài này được (Oerst.) Oerst. miêu tả khoa học đầu tiên năm 1863.